# Las Tunas (Santa Fe)
Pour les articles homonymes, voir Las Tunas.
Las Tunas est une localité rurale argentine située dans le département de Las Colonias et dans la province de Santa Fe.

## Histoire
C'est l'une des plus anciennes localités du département, son développement initial est dû à l'arrivée du chemin de fer en 1886 de l'embranchement qui reliait Empalme San Carlos à Gálvez, aujourd'hui surélevé. En 1899, Nelson Town est arrivé dans la localité, qui a initié ici les classes de ce qui serait l'Université adventiste de River Plate jusqu'à ce que les installations soient construites dans la gare Puíggari. En 1926, la première crémerie de la société Milkaut a été inaugurée dans cette localité. On y trouve une école, une église catholique, un commissariat de police, un club sportif (Independiente) et une gare ferroviaire en très bon état de conservation ; la fête de la bière y est organisée chaque année.

## Démographie
Elle compte 558 habitants (Indec, 2010), par rapport aux 531 au recensement précédent de 2001.